# フス (オランダ)
フス（オランダ語: Goes [ɣus] ( 音声ファイル)）は、オランダ南西部のゼーラント州のゾイト＝ベーフェラント島にある基礎自治体（ヘメーンテ）および都市。後者の人口は約2万7000人である。

## 歴史
フスは10世紀、デ・コルテ・ホス（小ホス）という川のほとりに建設された。村は急速に成長し、12世紀初頭には市の立つ広場とマリアをまつる教会を持っていた。1405年に都市権を取得し、1417年には市壁の建設が認められた。都市の繁栄は、繊維業と製塩業によって立っていた。16世紀に入ると、フスは衰えた。海との連絡がままならなくなり、そのうえ1544年の大火で市街の一部が焼失した。
1572年秋には八十年戦争の流れのなかで、スペイン領ネーデルラントのフスはイングランド軍の支援を受けたオランダ軍に包囲された。この包囲は同年10月に、スペインのテルシオによって解かれた。フスに駐留していたスペイン軍は、1577年にオラニエ公マウリッツによって追い出された。オラニエ公がフスの周囲に築いた防護壁の一部は、現在も残されている。これ以降数世紀にわたって、フスは農業の中心地としての役割を除けば重要な役割を果たさなかった。1868年に市内に鉄道が開通したが、工業化には結びつかなかった。最も主だった経済活動は、今日も農業である。
第一次世界大戦においてオランダは中立国であったが、英軍機の誤爆によってフスとクルティンヘに七発の爆弾が落されている。これによってフスのマグダレーナ通りにあった住宅一軒が破壊され、一人が死亡した。第二次世界大戦ではそれほど被害を受けなかったが、1944年までドイツの占領下に置かれた。
フスの人口は1980年代にかけて伸び悩んでいたが、その後は開発によって急速に発展した。現在はゼーラント州第四の経済の中心地となっている。

## 地区
- エインデウェーヘ (Eindewege)
- フス (Goes)
- ス＝ヘール・アレンドスケルケ ('s-Heer Arendskerke)
- ス＝ヘール・ヘンドリクスキンデレン ('s-Heer Hendrikskinderen)
- カッテンデイケ (Kattendijke)
- クルティンヘ (Kloetinge)
- アウト＝サッビンヘ (Oud-Sabbinge)
- ウィルヘルミーナドルプ (Wilhelminadorp)
- ウォルプハールトスデイク (Wolphaartsdijk)

2013年に作製されたフス市の地勢図

## 交通
フリシンゲンとローゼンダールを結ぶ路線のフス駅が置かれている。

## ギャラリー

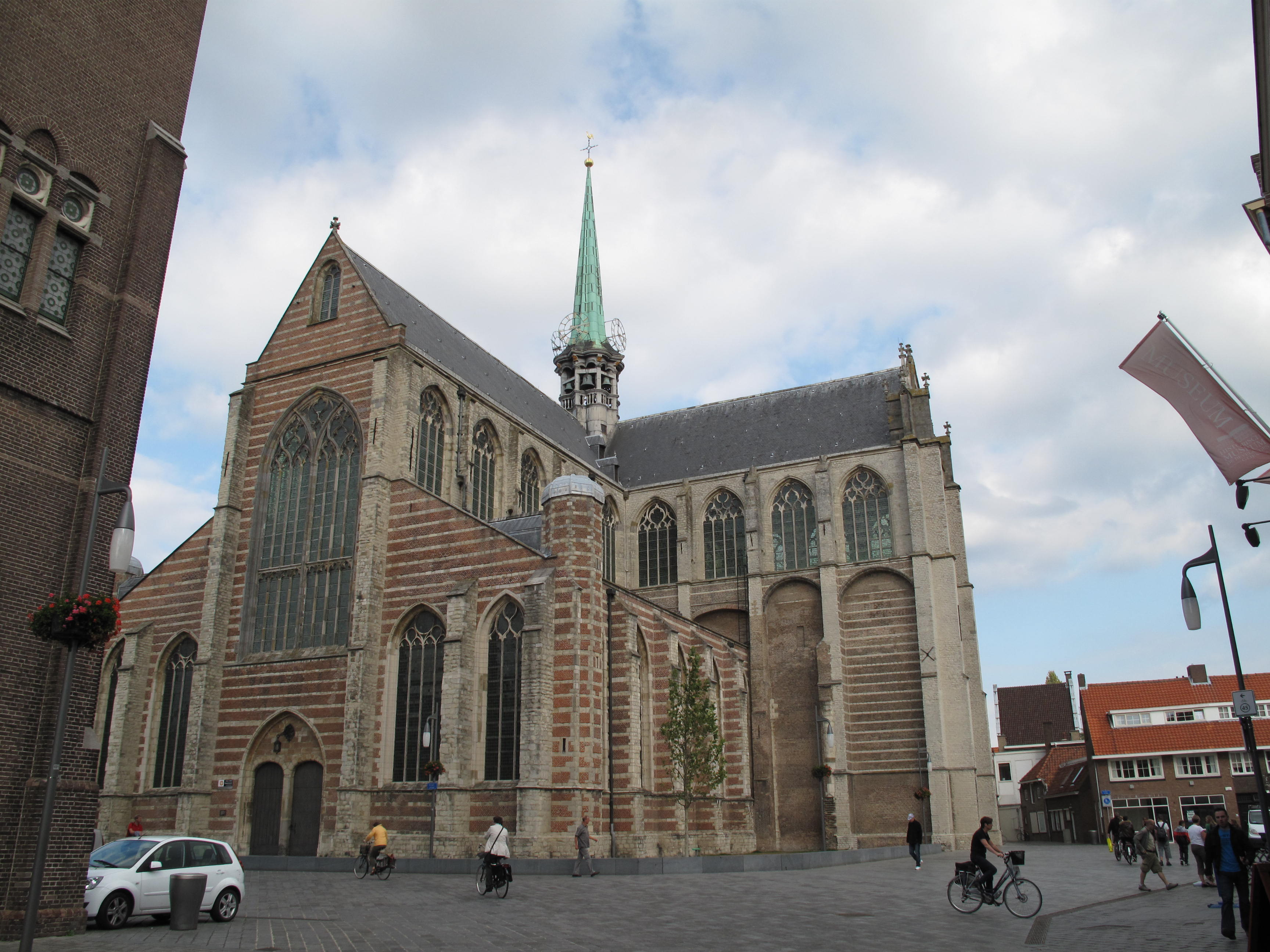
マグダラのマリア教会
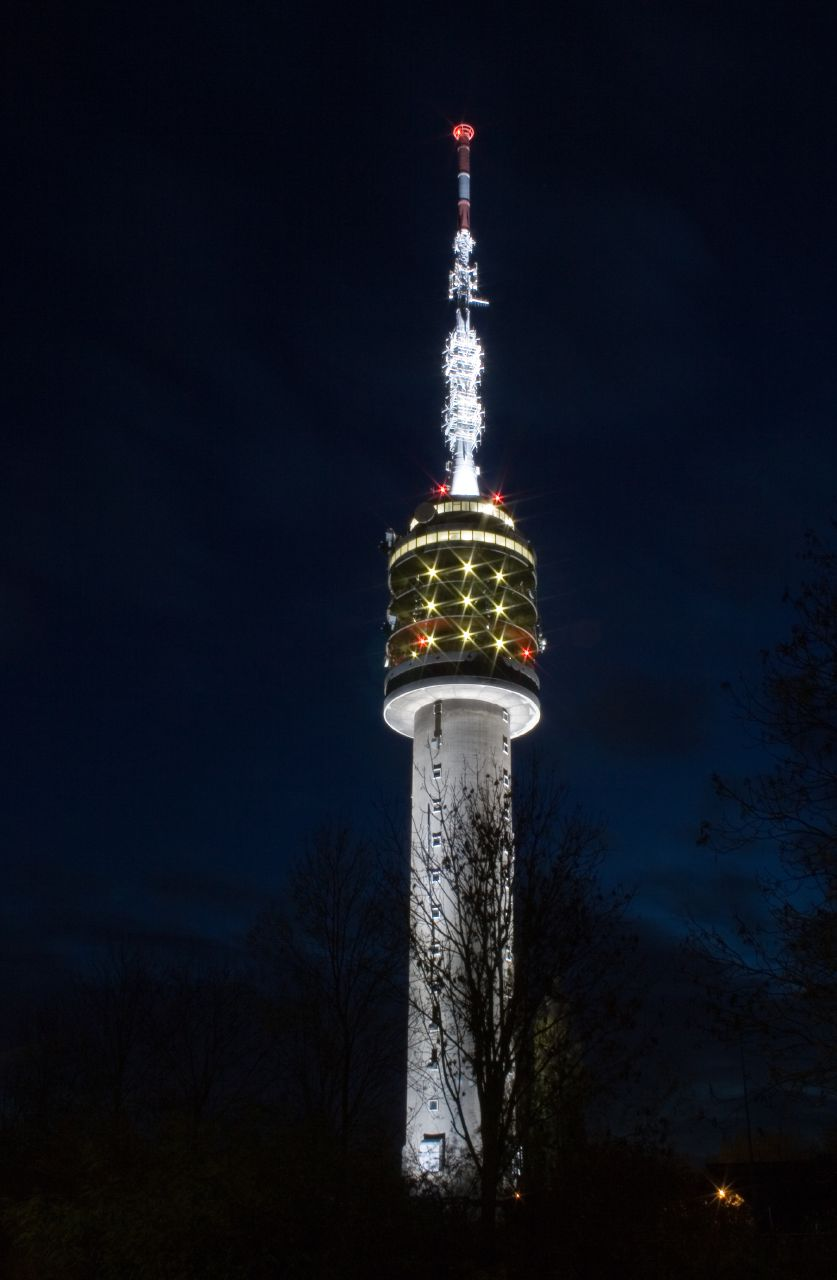
テレビ塔
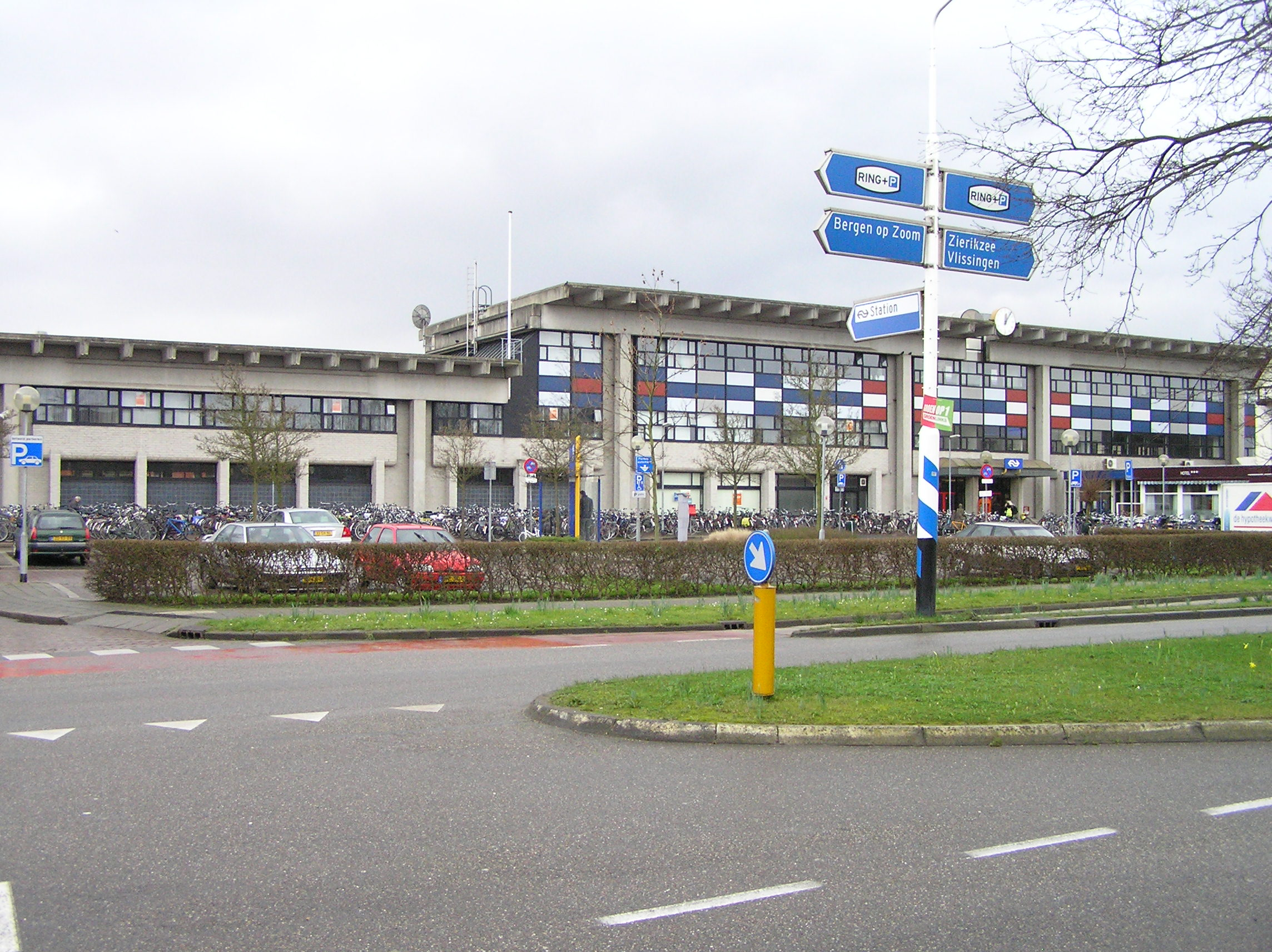
フス駅

## 姉妹都市
- パネヴェジース（リトアニア）